# 準粒子
準粒子 (じゅんりゅうし、quasiparticle) とは、その振る舞いがある系の中で一つの粒子として特徴付けることのできる離散的な現象の集団を言う。大雑把には、ある粒子とその粒子の局所環境への効果を合わせたものと定義することができる。
物質中の粒子間には複雑な相互作用が働いている。その相互作用を切って自由粒子として扱うことは原理的に不可能である。逆に言えば、相互作用によって粒子の集団運動がつくる励起は生まれる。よって物質中では粒子という概念自体が必ずしも自明ではない。ところが、複雑な相互作用があるにもかかわらず、あたかも特定の運動量やエネルギーを持った自由粒子が独立に運動しているように振る舞い、着目していない粒子が背景（真空）であるように扱える場合がある。このような粒子は相互作用の効果を繰り込んだものであり、「相互作用の衣を着た粒子」という意味で「準粒子」と呼ばれる。
準粒子が系に及ぼす効果もまた準粒子である。
準粒子の全体的な性質は単一の自由粒子のように振る舞う。この概念は凝縮系物理において最も重要である。これは量子多体問題を単純化できると知られている数少ない方法の一つである。同様に、これは他のあらゆる数の多体系にも適用することができる。

## 概要
多体量子力学における準粒子は、系の低エネルギー励起状態（基底状態エネルギーに非常に近いエネルギーを持つ状態）の一つである。この状態は素励起状態と呼ばれる。準粒子間の相互作用は十分な低温では無視することができるので、基底状態近くの低エネルギー励起状態のほとんどは複数の準粒子が存在する状態として見ることができる。個別の準粒子の性質を調べることによって、流動特性や熱容量など低温系についての多くの情報を得ることができる。
多くの多体系には二つの型の素励起が存在する。
- 第一の型の素励起は、単一粒子に一致する。その運動は系の他の粒子との相互作用によって変化する。
- 第二の型の素励起は全体としての系の集合運動に一致する。この励起は集団モード (collective mode) と呼ばれる。集団モードの励起には、ゼロ音波、プラズモンやスピン波が含まれる。

## 歴史
準粒子のアイデアはレフ・ランダウによる論文のフェルミ液体が起源である。これは元は液体ヘリウム3の研究のため発明された。この系での準粒子と場の量子論における衣を着た粒子の概念の間には強い類似性が存在する。ランダウ理論の力学は平均場型の運動論的方程式によって定義される。これに類似する方程式としてブラソフ方程式は、いわゆるプラズマ近似によるプラズマの記述について有効である。プラズマ近似は、荷電粒子は他の全ての粒子によって集団的に生成される電磁場の中を運動すると見なし、荷電粒子間の硬衝突 (hard collision) は無視される。平均場型の運動論的方程式が系の妥当な一次記述であるとき、二次補正はエントロピー生成を決定し、一般的にボルツマン型の衝突項の形を取る。この衝突項は、仮想粒子間の"遠い衝突"だけを表す。事実上、全ての平均場型の運動論的方程式および全ての平均場理論は準粒子の概念を含む。

## 準粒子の定義について
準粒子と言う言葉の使用は曖昧であることに注意が必要がある。準粒子の集団的性質から生じる問題は科学哲学でも議論されてきた。とりわけ、準粒子の同一性条件との関係、および、例えば 実体的実在論（または、対象実在論、存在者実在論）の標準によって、それらは"現実"と見なせるのかという議論が焦点である。

## 準粒子と集団励起の例
ここでは準粒子と集団励起の例について記述する。最初の節では通常の状態の下で様々な物質内で起こる一般的な現象について、次の節では特別な文脈で起こる現象例について記述する。

### より一般的な例
- 電子準粒子は、固体中の他の力や相互作用によって影響された電子の状態を準粒子とみなしたものである。電子準粒子は、"通常の"素粒子である電子と同じ電荷とスピンを持ち、通常の電子と同様にフェルミオンである。しかしながら、その質量は通常の電子とは大きく異なる。これについては、有効質量の項目を参照のこと[4]。その電場もまた、遮蔽の結果、通常の電子とは異なっている。その他の多くの点においては、特に通常状態下の金属中では、いわゆるランダウ準粒子[要出典]は一般的な電子と極めてよく似ている。クロミー (Michael Crommie) の"量子囲い" が示したように、走査型トンネル顕微鏡は散乱した準粒子の干渉画像を鮮明に描き出す。
- 正孔は状態中に電子が欠けていることによって構成される準粒子である。それは、半導体の価電子帯内の空状態の文脈において最もよく一般的に使われる[4]。正孔は電子と逆の電荷を持っている。正孔は正電荷のキャリアで負電荷のキャリアである電子の反対に当たる。
- フォノンは結晶構造内の原子の振動と関連する集団励起である。それは音波の量子である。フォノンは"振動のパケット"として考えることのできるよく知られた準粒子である。

- マグノンは結晶格子内の電子のスピン構造と関連した集団励起である[4]。それはスピン波の量子である。
- 光子準粒子は、物質中の環境の相互作用に影響された光子である。光子準粒子は物質の屈折率として現れる波長とエネルギーの間の関係（分散関係）が通常の光子と異なっている。特に物質の共鳴条件近くでは、ポラリトンという言葉で呼ばれる。
- プラズモンはプラズマ振動の量子である集団励起である。プラズマ振動では、全ての電子が全てのイオンに関していっせいに振動する。
- ポーラロンは電子がその周囲のイオンの分極と相互作用するときに発生する。

### より特殊な例
- 複合フェルミオンは巨大磁場中の二次元系において生じる。最も有名なのは分数量子ホール効果を示す系である[5]。これらの準粒子は２つの点で、通常の粒子とは異なっている。一点目は、その電荷は素電荷eよりも小さくなりうることである。実際、e/3, e/4, e/5またはe/7の電荷を持つ準粒子が観測されている[6]。二点目は、フェルミオンでもボソンでもない粒子であるエニオンになりうることである[7]。
- 強磁性金属におけるストーナー励起。
- 超伝導におけるボゴリューボフ準粒子。超伝導は、通常は電子の対として記述されるクーパー対によって運ばれる。クーパー対は抵抗なしで結晶格子内を移動する。そして、破れたクーパー対はボゴリューボフ準粒子と呼ばれる[8]。金属中のボゴリューボフ準粒子は負に帯電した電子と正に帯電した正孔 (電子孔隙) の性質を組み合わて作られるので、その性質は通常の準粒子と異なっている。通常の金属内で不純物原子から散乱する準粒子は、従来の超伝導内のクーパー対に少ししか影響を及ぼさない。従来の超伝導内では、その複雑な電子構造のためにボゴリューボフ準粒子間の相互作用はSTMを見るのを難しくするが、銅酸化物高温超伝導は別問題である。Davisと同僚たちは、銅酸化物高温超伝導体であるBi-2212における準粒子の独特な干渉パターンを解像することに成功した[9]。
- マヨラナ粒子は自身の反粒子に等しい粒子で、特定の超伝導現象において準粒子として現れる。
- 磁気単極子はスピンアイスのような凝縮系内に生じ、実効的な磁荷を運ぶ。このとき、有効質量など他の典型的な準粒子と同様の性質を得る。この準粒子はフラストレートされたパイロクロア強磁性内のスピンフリップによって形成され、クーロンポテンシャルを通して相互作用しうる。